# 毛轴对囊蕨
毛轴对囊蕨（学名：Deparia hirtirachis）也称毛轴蛾眉蕨，为蹄盖蕨科对囊蕨属下的一个种。